# Cyathea liesneri
Cyathea liesneri är en ormbunkeart som beskrevs av Alan Reid Smith. Cyathea liesneri ingår i släktet Cyathea och familjen Cyatheaceae. Inga underarter finns listade.